# Neolepetopsis densata
Neolepetopsis densata is een slakkensoort uit de familie van de Neolepetopsidae. De wetenschappelijke naam van de soort is voor het eerst geldig gepubliceerd in 1990 door McLean.